# Paul Mauriat

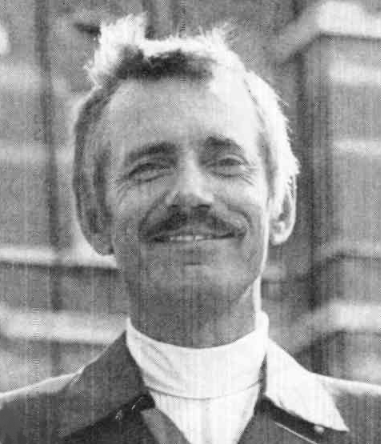
Paul Mauriat (1968)

Paul Mauriat (Marseille, 4 maart 1925 – Perpignan, 3 november 2006) was een Franse dirigent, arrangeur, tekstschrijver, componist en orkestleider, gespecialiseerd in lichte muziek.
Hij is het bekendst door L'amour est bleu dat in 1967 door Vicky Leandros op het Eurovisiesongfestival gezongen werd en de vierde plaats behaalde en een jaar later in de instrumentale versie onder de titel Love is blue de nummer 1-positie in de Amerikaanse Top 100 wist te behalen. Later dat jaar coverde bluesrockgitarist Jeff Beck het nummer nog en het jaar erop namen The Dells het op in hun medley Love is blue/Sing a rainbow.
Ook I will follow him van Little Peggy March, dat in 1963 in de Verenigde Staten op nummer één kwam (en in de versie van José in Nederland in 1982 op de tweede plaats belandde), was een compositie van hem.

## Levensloop
Mauriat groeide op in Parijs en begon tijdens de Tweede Wereldoorlog een eigen band te dirigeren. In de jaren 50 werd hij de muzikale regisseur van Charles Aznavour en Maurice Chevalier.
In 1957 bracht Mauriat zijn eerste ep "Paul Mauriat" uit. Tussen 1959 en 1964 bracht Mauriat verscheidene albums uit op het platenlabel Bel-Air onder de benaming Paul Mauriat et Son Orchestre, maar ook onder pseudoniemen als Richard Audrey, Nico Papadopoulos, Eduardo Ruo en Willy Twist. In die tijd bracht hij ook opnamen uit met Les Satellites, voor wie hij de vocale harmonieën arrangeerde; de albums heetten "Slow rock and twist" (1961), "À malypense" (1962) en "Les Satellites chantent Noel" (1964).
Mauriat componeerde de filmmuziek voor diverse Franse films (ook uitgebracht op Bel-Air) zoals "Un taxi pour Tobrouk" (1961), "Horace 62" (1962) en "Faits sauter la banque" (1964).
Hij schreef zijn eerste song met André Pascal. In 1958 wonnen zij samen de hoofdprijs in de 'Coq d'or de la chanson Française' met "Rendez-vous au Lavendou". Onder het pseudoniem Del Roma scoorde Mauriat zijn eerste internationale hit met "Chariot", dat hij samen schreef met andere beroemde dirigenten in zijn genre, Franck Pourcel en Raymond Lefevre; Jacques Plante was de tekstdichter. In de VS werd het lied opgenomen als I will Follow Him door Little Peggy March, toen 15 jaar oud.
Tussen 1967 en 1972 schreef hij vele liederen voor Mireille Mathieu: Mon credo, Viens dans ma rue, La première étoile, en arrangeerde 130 composities voor Charles Aznavour.
In 1965 richtte Mauriat Le Grand Orchestre de Paul Mauriat op, en bracht vervolgens gedurende 28 jaar honderden opnamen uit op het label van Philips Records. In 1994 tekende hij een contract met de Japanse platenmaatschappij Pony Canyon; voor dat label nam hij verscheidene van zijn grootste successen opnieuw op, naast nieuwe composities. Mauriat nam de meeste van die albums op in Parijs en Londen.
Veel van Mauriats werk bestaat uit herbewerkingen van andermans werk. Mauriat gebruikt veel viool- en synthesizerklanken in arrangementen die ook dankzij de percussie erg helder klinken. In de jaren 70 en 80 gebruikte Mauriat bij liveoptredens zangers bij nummers als Pénélope, El bimbo en Love is blue. Mauriat wordt qua stijl vaak vergeleken met Franck Pourcel. Mauriat zag Pourcel in de jaren 50 als zijn mentor en grote voorbeeld, die hem leerde met grote zangers te werken, en een eigen orkest te leiden.
Mauriats laatste optreden was in 1998 in Osaka in Japan. Zijn orkest toert nog steeds, onder andere tweemaal in China. Zijn beroemdste stukken zijn L'amour est bleu, El bimbo, Toccata en Pénélope.
Paul Mauriat is ook verantwoordelijk voor de tune van de Nationale Hitparade, "14 ans les gauloises" en het El Bimbo is bekend geworden als de "Blue Oyster" tune uit de film Police Academy.

## Discografie (uitgaven onder de naam Paul Mauriat)

### Albums
- Paris by night (1961)
- Plays standards (1963)
- Paul Mauriat joue pour les enfants (1963)
- Album no. 1 (1965)
- Russie de toujours (1965)
- Album no. 2 (1965)
- Album no. 3 (1966)
- Prestige de Paris (1966)
- Album no. 4 (1966)
- Bang, bang (1966)
- Album no. 5 (1967)
- Noëls (1967)[1]
- Album no. 6 (1967)
- Love is blue (1968)
- Latin nights (1968)
- Mauriat slows (1968)
- Rain and tears (1968)[2]
- Cent mille chansons (1968)[3]
- Rhythm and blues (1968)
- Je t'aime...moi non plus (1969)[4]
- Un jour, un enfant (1969)[5]
- Vole, vole, farandole (1969)
- Paul Mauriat joue Chopin (1970)
- C'est la vie... Lily (1970)
- Gone is love (1970)
- Comme j'ai toujours envie d'aimer (1970)[6]
- Paloma embriagada (1970)
- Un banc, un arbre, une rue (1971)[7]
- Mamy blue (1971)[8]
- Pénélope (1971)[9]
- El condor pasa (1971) met El cóndor pasa[10]
- Tombe la neige (1971)[11]
- Après toi (1972)[12]
- L'Avventura (1972)[13]
- Last summer day (1972)
- Paul Mauriat joue Les Beatles (1972)
- Le Lac Majeur (1972)[14]
- Forever and ever (1973)[15]
- Nous irons à Vérone (1973)
- Last tango in Paris (1973)[16]
- Goodbye, my love, goodbye (1973)[17]
- White Christmas (1973)[18]
- Retalhos de Cetim (1974)
- Je pense à toi (1974)
- Le premier pas (1974)
- I Won't Last a Day Without You (1974)[19]
- Have you never been mellow? (1974)
- L'été Indien (1975)'[20]
- Entre dos aguas (1975)
- The best of Paul Mauriat - 10 years with Philips (1975)
- From souvenirs to souvenirs (1975)
- Lili Marlene (1975)[21]
- Love sounds journey (1976)
- Michelle (1976)[22]
- Love is still blue (1976)
- Il était une fois... nous deux (1976)

- Chanson d'amour (1977)[23]
- C'est la vie (1977)
- Hymne à l'amour (1977)
- Brasil exclusivamente (1977)
- L'oiseau et l'enfant (1977)[24]
- Overseas call (1978)
- Dans les yeux d'Émilie (1978)[25]
- Brasil exclusivamente vol.2 (1978)
- Too much heaven (1979)[26]
- Nous (1979)
- Copacabana (1979)[27]
- Aerosong (1980)
- Chromatic (1980)
- Brasil exclusivamente vol.3 (1980)
- Reality (1981)
- Roma dalla finestra (1981)
- Pour le plaisir (1981)
- Je n'pourrais j'amais t'oublier (1981)
- Tout pour le musique (1982)
- Magic (1982)
- I love breeze (1982)
- Descendant of the dragon (1982)
- Wild spring (1983)
- Summer has flown (1983)
- Olive tree (1984)
- Piano ballade (1984)
- The seven seas (1984)
- Chromatic (1984)
- Transparence (1985)
- The best of Paul Mauriat 2 - 20 years with Philips (1985)
- Classics in the air (1985)
- Windy (1986)[28]
- Classics in the air 2 (1986)
- Song for Taipei (1986)
- Classics in the air 3 (1987)
- Nagekidori (1987)
- Best Of France (1988)
- The Paul Mauriat story (1988)
- Serenade (1989)
- Iberia (1989)
- Remember (1990)
- You don't know me (1990)
- Gold concert (1990)
- Retrospective (1991)
- Nostal jazz (1991)
- Emotions (1993)
- The color of the lovers (1994)
- Now and then (1994)
- Soundtracks (1995)
- Quartet for Kobe (1995)
- Escapades (1996)
- Cri d'amour (1996)
- 30th anniversary concert (1996)
- Romantic (1997)
- Sayonara concert (1998)
- I will follow him (2000)[29]
- All the best (2003, alleen in China)

### Singles
| Single met eventuele hitnotering(en) in de Nederlandse Top 40 | Datum van verschijnen | Datum van binnenkomst | Hoogste positie | Aantal weken | Opmerkingen |
| ------------------------------------------------------------- | --------------------- | --------------------- | --------------- | ------------ | ----------- |
| L'amour est bleu (Love is blue)                               |                       | 9-3-1968              | 13              | 9            |             |
| El bimbo                                                      |                       | 26-10-1974            | tip             |              |             |
| El bimbo                                                      |                       | 2-8-1975              | tip             |              |             |

### NPO Radio 2 Top 2000
| Nummer met noteringen in de NPO Radio 2 Top 2000 | '99  | '00  | '01  |
| ------------------------------------------------ | ---- | ---- | ---- |
| Love Is Blue                                     | 1497 | 1722 | 1960 |

1. ↑  Een vetgedrukt getal geeft de hoogste notering aan.
2. ↑  Deze tabel is bijgewerkt tot en met de laatste editie (2024).

- Biblioteca Nacional de España: XX885048
- Bibliothèque nationale de France: cb13897244p (data)
- Gemeinsame Normdatei: 134458397
- International Standard Name Identifier: 0000 0001 1778 5367
- Library of Congress Control Number: n93063837
- Nationale Bibliotheek van Letland: 000171618
- MusicBrainz: 87496c04-c857-4bd5-b86b-345129a1be63
- Bibliotheek van het Japanse parlement: 01116979
- Nationale Bibliotheek van Tsjechië: xx0115380
- Nationale bibliotheek van Australië: 35499621
- Nationale Bibliotheek van Israël: 987007428922905171
- Nationale Bibliotheek van Polen: a0000001764212
- Nationale en Universitaire bibliotheek Zagreb: 000349533
- Nederlandse Thesaurus van Auteursnamen: 070451443
- Réseau des bibliothèques de Suisse occidentale: 02-A006309893
- Istituto Centrale per il Catalogo Unico: UBOV510467
- Système universitaire de documentation: 071154388
- Trove: 975483
- Virtual International Authority File: 104158792
- WorldCat: E39PBJwD38p87mYK3BYkjYXcfq